# Быньговский завод
Быньговский железоделательный завод — железоделательный завод, построенный в 1718 году Никитой Демидовым и действовавший в 1718—1873 годах, располагался на территории современного села Быньги Свердловской области.

## Географическое положение
В 7 верстах к серверо-востоку от Невьянского завода, вниз по реке Нейвы, на мысе, образуемом слиянием с Нейвой рек Ближняя Быньга и Дальняя Быньга.

## История
Строительство завода началось в 1716 году, он был построен в 1718 году Никитой Демидовым как вспомогательный для передела чугуна Невьянского завода. Пуск завода состоялось в 1718 году.
С 1731 года налажено производство стали-уклада, в 1731—1738 годах работала фабрика по изготовлению кос, но в 1738 году производство кос перемещено на Лайский завод, в 1739 году запущено латунная фабрика, но в 1740 году производство латуни перемещено на Шайтанский завод.
Истощение лесных дач в Невьянском округе, отсталость, изношенность и обветшание оборудования сделали производство малоэффективным, и в 1873 году было прекращено железное производство, заводский пруд был спущен, на месте которого начата разработка золотых россыпей. А сам завод был закрыт в 1912 году.

## Оборудование завода
В конце XVIII века заводская плотина была в длину 298,7 метров, в ширину — 44,8 метров, в высоту — 10,7 метров. Также от устья реки Быньги шла земляная насыпь длиной в 320 метров, шириной в 8,5 метров и высотой в 2,1 метров, сквозь которую был устроен вешнячный прорез со сливным мостом и водовод к лесопильной мельнице. Плотина образовывала большой пруд длиной в 6 вёрст, вода в котором всегда имелась в избытке, что позволяло заводу работать круглогодично на полную мощность. По данным 1807 года, общая длина заводской плотины достигла 678,5 метров, шириной у основания в 42,7 метров, по верху в 38,4 метров и высотой в 3,5 метров, напор воды у прореза при «полном скопе воды» составлял 3,2 метра.
В 1718 году завод имел 12 действующих молотов.
В 1742 году, по данным академика И. Гмелина, на заводе находилось 4 молотовые фабрики, ковавшие полосовое железо, 3 мастерских для производства листового проката, мастерская для производства стали, латунная фабрика, мастерская для изготовления для глиняных плавильных форм, кожевенный завод и лесопильная мельница.
По данным Г. Махотина, в 1767—1770 годах на заводе уже имелась большекричная молотовая фабрика с 4 горнами и 2 молотами, 6 молотовых фабрик, 1 дощатая фабрика для производства кровельного железа и стали (уклада), 8 фабрик с 40 горнами и 20 молотами, кузница с 10 кузнечными горнами и недействующая фабрика с плавкой «зелёной меди».
По Генеральному описанию 1797 года на заводе было 7 молотовых фабрик, 20 кричных горнов, 2 якорных горна, 10 кричных молотов, 1 якорный молот, 1 - для пробивки листового железа, 4 медеплавильных горна.
В начале XIX века были возведены 2 каменные кричные фабрики, где было 12 молотов и 12 горнов основных и 12 молотов и 12 горнов запасных, с горнами были установлены цилиндрические чугунные воздуходувки. Были запущены 2 дощатых боевых молота и один гладильных, также был сталеделательный горн и молот, 45 водяных колёс (31 — боевых, 14 — меховых). В 1859 году было 24 кричных горна и 24 водяные колеса общей мощности в 400 л.с.

## Железный караван
Продукцию завода отправляли ежегодно до двадцати—тридцати коломенок с двух пристаней на реке Чусовой до Москвы и Петербурга.

## Численность завода
По пятой ревизии 1794 года числилось крепостных мастеровых и работных людей 1657 душ мужского пола, в том числе 128 казённых мастеровых, 808 вечноотданных, 721 собственных, владельческих. Заводскими работами были заняты 1172 человека. Имелись 32 приписных крестьянина, которые жили при заводе.
В 1797 году числилось уже мастеровых и работных 1284 человека.
В 1860 году занято в работах на заводе 1480 крепостных мастеровых, в 1861 году — 1513 человек.

## Собственники завода
В январе 1769 году Савва Яковлев (Собакин) покупает завод у Прокофия Демидова.
После смерти С. Я. Яковлева согласно Акту по разделу имущества, составленному 26 марта 1787 года, завод отходит его третьему сыну, Петру Саввичу.
В 1809 году после кончины П. С. Яковлева его наследники организовали Невьянское горнозаводское имение (с Главным правлением в С.-Петербурге), в которое вошли Невьянский, Петрокаменский и Быньговский заводы, рудники и лесная дача.
В 1906 году владельцы имения учредили Акционерное общество Невьянских горных и механических заводов, а в 1912 году приняли решение о закрытии завода.
Собственниками завода в разные годы были:
- Никита Демидов (1716—1725);
- Акинфий Никитич Демидов (1725—1745);
- Демидов, Никита Никитич (1745—1758);
- Демидов, Прокофий Акинфиевич (1758—1769);
- Яковлев, Савва Яковлевич (январь 1769—1784);
- Яковлев, Пётр Саввич (1787 — июнь 1809);
- Невьянское горнозаводское имение (1809—1906);
- Невьянское горнопромышленное акционерное общество (1906—1912).

## Продукция
Завод в 1747—1749 годах производил полосовое железо 70,088 тысяч пудов, четверогранное — 2,004 тысяч пудов, восьмигранное — 0,959 тысяч пудов, связное — 3,284 тысяч пудов.
В 1731—1738 годах завод производил косы, в 1739—1740 годах — латунные плиты, листовую латунь и посуду. В начале XIX века железо ковалось полосовое, дощатое и листовое. В 1797—1806 годах выделка железа — 94-170 тысяч пудов в год, а среднегодовая выплавка железа — 138 тысяч пудов.
- 1734 — 70,0;
- 1747—1749 — 76,3;
- 1750—1752 — 82,1;
- 1760—113,2;
- 1780—147,7;
- 1800—147,7;
- 1807—146,5;
- 1822—161,6;
- 1827—135,0;
- 1837—131,5;
- 1851—109,5;
- 1859—126,5;
- 1860—123,3;
- 1861—104,2;
- 1862 — 64,0;
- 1863—121,0.